# Table Rock (mesetas)
Las mesetas volcánicas Table Rock están situadas al norte del río Rogue, en el condado de Jackson, Oregón, en Estados Unidos, a unos 240 m por encima del valle de Rogue circundante. Fueron creadas por un flujo de lava andesítica hace aproximadamente siete millones de años, y desde entonces han sido moldeadas por efecto de la erosión. Son propiedad conjunta de The Nature Conservancy —propietaria de 1453 hectáreas— y de la Oficina de Administración de Tierras —responsable de 520 ha—.
Los nativos americanos habían habitado la zona durante al menos 15 000 años antes de la colonización europea-americana. A partir de mediados del siglo XIX, durante la fiebre del oro, los colonos obligaron a la tribu Takelma a evacuar la zona y retirarse hacia reservas. Desde entonces los alrededores comenzaron a ser desarrollados con rapidez. En 1872 se estableció la oficina de correos de Table Rock, a lo cual le siguió un aeropuerto sobre la meseta más baja en 1948, y una estación terrestre con frecuencia de alta gama omnidireccional (VOR) en la meseta superior durante la década de 1960. 
Table Rock sirve de hogar a más de 70 especies de animales y 340 especies de plantas, incluidas más de 200 especies de flores silvestres, razón por la cual en los años 1970 se  declaró como área protegida. Las charcas formadas durante la primavera encima de las mesetas se llenan durante la temporada lluviosa de invierno y primavera debido a que la andesita es impermeable. La hierba de la pradera, una especie de flor silvestre, crece alrededor de estas piscinas, y es endémica de las rocas. Las charcas son uno de los pocos sitios en donde puede encontrarse la especie de camarón Branchinecta lynchi actualmente amenazada. Con tal de proteger esta y otras especies en situación similar, la Oficina de Administración de Tierras clasificó en 1984 a las mesetas como un área de preocupación ambiental crítica. 
Se trata asimismo de uno de los lugares más populares de senderismo en el valle de Rogue, con más de 45 000 visitantes cada año. Existen dos senderos, Lower Table Rock Trail y Upper Table Rock Trail, los cuales se crearon a través de las pendientes de las mesetas a principios de la década de 1980 por el Cuerpo Juvenil de Conservación, los Boy Scouts y por el Departamento de Ciencias Forestales de Oregón, coordinados por John IFFT, un ingeniero forestal de la Oficina de Medford de la BLM. Las mesetas reciben su nombre debido a que su parte superior es relativamente plana —Table en español significa "mesa"—. Contrario a lo que pudiera pensarse, se las suele diferenciar entre sí como "meseta superior o alta" y "meseta inferior o baja" no por su altura sino por su ubicación a lo largo del río Rogue: la meseta superior, a 637 m sobre el nivel del mar en su punto más alto, se encuentra río arriba, mientras que la meseta inferior está ubicada río abajo y tiene una elevación de 625 m sobre el nivel del mar.